# Wojciech Woźniak (poeta)
Wojciech Woźniak (ur. 17 czerwca 1946 w Sokołowie Podlaskim, zm. 6 września 2003) – polski poeta, publicysta, animator kultury, działacz społeczny, związany z Klubem Literackim „Narew”, pomysłodawca i redaktor naczelny powstałego w 1989 pisma literacko-kulturalnego „Pracownia”.

## Życiorys
Pochodził z rodziny inteligenckiej, był synem Stanisława i Henryki z d. Cimek. Uczęszczał do szkoły podstawowej w Sokołowie Podlaskim, którą ukończył w 1960, i Technikum Poligraficznego w Warszawie (1965). Ukończył filologię polską na Uniwersytecie Warszawskim (1970). W 1968 brał tam udział w strajkach studenckich. W trakcie studiów należał do koła literackiego.
Pracował jako nauczyciel w I Liceum Ogólnokształcącym im. gen. J. Bema w Ostrołęce (1970–1974), później jako kierownik działu wydawnictw w Wydziale Kultury i Sztuki Urzędu Wojewódzkiego, następnie w Wojewódzkim Domu Kultury w Ostrołęce, „Tygodniku Ostrołęckim” (dziennikarz i sekretarz redakcji), Muzeum Okręgowym (kierownik działu sztuki), Urzędzie Miejskim (redaktor naczelny „Ratusza Ostrołęckiego”), Ostrołęckim Centrum Kultury. 13 grudnia 1981 został aresztowany za sympatyzowanie z NSZZ „Solidarność”. Od 1990 był przewodniczącym Rady Wojewódzkiej Socjaldemokracji Rzeczypospolitej Polskiej oraz pierwszym prezesem Ostrołęckiego Towarzystwa Muzycznego im. Grażyny Bacewiczówny. Był radnym I kadencji Rady Miasta Ostrołęki.
Od 1976 należał do Grupy Poetyckiej, później Klubu Literackiego „Narew”. Uprawiał różne formy publicystyki: felietony, eseje, recenzje. Teksty były zamieszczane, m.in. w „Tygodniku Kulturalnym”, „Twórczości Ludowej”, „Zeszytach Naukowych OTN”, „Warmii i Mazurach”, „Tygodniku Ostrołęckim”, „Rozmaitościach Ostrołęckich”, „Kontaktach”. W latach 1982–1987 publikował felietony w stałej rubryce „Tygodnika Ostrołęckiego” – „Czytane pędem”. Był pomysłodawcą i wieloletnim redaktorem naczelnym powstałego w 1989 pisma literacko-kulturalnego „Pracownia” o zasięgu ogólnopolskim. W Bibliotece „Pracowni” ukazały się m.in. debiuty poetyckie Mariusza Grzebalskiego, Dariusza Sośnickiego i Dariusza Łukaszewskiego.
Zajmował się krytyką literacką, zorganizował wiele spotkań literackich i mityngów poetyckich. Opiekował się młodzieżą uzdolnioną literacko. Na początku lat 90. XX wieku założył oficynę wydawniczą przy Ostrołęckim Ośrodku Kultury. W 1987 wydał pracę o Stanisławie Sudrowskim – pisarzu kalwińskim z Ostrołęki (XVI wiek), z nadzieją, „że jako duchowny kalwiński zostanie wreszcie dostrzeżony bez uprzedzeń i przez katolików – w duchu ekumenizmu”. Potrafił analitycznie i ciekawie pisać o ludziach wielkich i zasłużonych, np. o ks. Władysławie Skierkowskim, Zofii Niedziałkowskiej, jak i o tych zwykłych, np. o Henryku Ciszewskim. Należał do Stowarzyszenia Dziennikarzy Polskich.
Był mężem Zofii z d. Karnyskiej, nauczycielki I LO w Ostrołęce, później pracownicy Muzeum Okręgowego w Ostrołęce. Zginęli w wypadku samochodowym po zderzeniu z jeleniem w okolicach Pasymia. Pozostawili dwoje dzieci: Ewę i Adama.
Mieszkał w Ostrołęce. Spoczął na cmentarzu parafialnym w Strzegowie k. Glinojecka.

## Odznaczenia
- Brązowy Krzyż Zasługi
- Medal 40-lecia PRL
- Odznaka „Zasłużony Działacz Kultury”
- Odznaka Honorowa „Za Zasługi dla Miasta Ostrołęki” (pośmiertnie)[1].

## Twórczość
- Stacje, Klub Literacki „Narew” w Ostrołęce przy Oddziale Warszawskim ZLP, Ostrołęka 1982[4]
- Mit wolnego Kurpia w literaturze, Mazowiecki Ośrodek Badań Naukowych, Ostrołęka 1984, OCLC: (OCoLC)830244231 (katalog BN)
- Ścieżka i beton (felietony), Klub Literacki NAREW w Ostrołęce przy Oddziale Warszawskim ZLP, Ostrołęka 1985, OCLC: (OCoLC)749852001 (katalog BN)
- Stanisław Sudrowski z Ostrołęki, pisarz kalwiński z XVI wieku. Szkic o życiu i książkach, Towarzystwo Przyjaciół Ostrołęki, Ostrołęka 1987, OCLC: (OCoLC) 69478848 (katalog BN)[7]
- Poezja pieśni kurpiowskich według wyboru i układu Karola Szymanowskiego, oprac. Wojciech Woźniak, Wojewódzki Ośrodek Kultury, Ostrołęka 1988, zeszyt 2
- Szkice ostrołęckie, Towarzystwo Przyjaciół Ostrołęki, Ostrołęka 1989, OCLC: (OCoLC)802689332 (katalog BN)
- Poeci znad Narwi. Szkice, recenzje, felietony i wybór wierszy, Oficyna Wydawnicza Ostrołęckiego Ośrodka Kultury, Ostrołęka 1994, ISBN 83-85867-06-6.

## Upamiętnienie
W 2005 imię Wojciecha Woźniaka otrzymała Gminna Biblioteka Publiczna w Kadzidle.